# Clémence de Barking
Clémence de Barking, ou Clemence de Berkinge, est une écrivaine anglo-normande de la fin du XIIe siècle.

## Œuvre
Cette œuvre est extrêmement intéressante dans la mesure où elle trahit une influence du genre profane du roman courtois, notamment le Tristan et Iseut de Thomas d'Angleterre. Le thème, la rhétorique et le style poétique qu’on y trouve sont ainsi repris avec une connotation métaphysique. Clémence dessine également un parallèle entre elle-même et Sainte Catherine en ce qui concerne le pouvoir discursif féminin et se présente comme sa continuatrice après son martyre.

## Manuscrits
- Londres, British Library, Additional, 70513, f. 246ra-265va (W) [⇛ Description]
- Paris, Bibliothèque nationale de France, français, 23112, f. 317v (P) [⇛ Description]
- Paris, Bibliothèque nationale de France, nouvelles acquisitions françaises, 4503, f. 43r-74r (A)

## Publications
- Dvě verse starofrancouzské legendy o sv. Kateřině Alexandrinské. Vydal Jan Urban Jarnïk, V Praze, Česká akademie císaře Františka Josefa pro vědy, slovesnost a umění, 1894, lii + 350 p. [GB] [IA]
- Karl, Louis, « Notice sur l'unique manuscrit français de la Bibliothèque du duc de Portland à Welbeck », Revue des langues romanes, 54, 1911, p. 210-229. (ici p. 226-229) [www] [Gallica] [HT] [IA]

Édition d'extraits.
- The Life of St. Catherine of Alexandria by Clemence of Barking, edited by William MacBain, Oxford, Blackwell for the Anglo-Norman Text Society (Anglo-Norman Texts, 18), 1964, xxvi + 98 p.
- E. Gamillscheg, dans Zeitschrift für französische Sprache und Literatur, 75, 1965, p. 173-174. — W. Rothwell, dans French Studies, 19:4, 1965, p. 396. — F. Koenig, dans Romance Philology, 19, 1965-1966, p. 502-504. — C. Camproux, dans Revue des langues romanes, 77, 1966, p. 220. — A. H. Diverres, dans Medium Ævum, 35, 1966, p. 64-66. — J. Monfrin, dans Zeitschrift für romanische Philologie, 83, 1967, p. 132-135. — L. Geschiere, dans Neophilologus, 52, 1968, p. 73-75.
- Die Katharinenlegende von Clemence de Barking, eine anglo-normannische Fassung aus dem 12. Jahrhundert [herausgegeben von] Annegret Helen Hilligus, Tübingen, Narr, 1996, 496 p.
- Bliss, Jane, An Anglo-Norman Reader, Cambridge, UK, Open Book Publishers, 2018, x + 404 p. (ici p. 305-315) [openbookpublishers.com]